# إرنست ديجنر
إرنست ديجنر (بالألمانية: Ernst Degner) كان متسابق دراجات نارية ألماني فاز ببطولة سباق الجائزة الكبرى للدراجات النارية. نافس في سباقات بطولة العالم لفئة 250 سي سي ولفئة 125 سي سي ولفئة 50 سي سي.

## البطولات
- سباق الجائزة الكبرى للدراجات النارية 1962

## روابط خارجية
- إرنست ديجنر على موقع MotoGP.com (الإنجليزية)